# Гамильтон (Техас)
Гамильтон (англ. Hamilton) — город в США, расположенный в центральной части штата Техас, административный центр одноимённого округа. По данным переписи за 2010 год число жителей составляло 3095 человек, по оценке Бюро переписи США в 2016 году в городе проживало 2970 человек.

## История
Первые поселенцы появились в регионе в 1855 году, тогда же был открыт первый магазин. В 1858 году был создан округ Гамильтон, названный в честь губернатора Южной Каролины Джеймса Гамильтона. Одноимённый город стал административным центром округа. В 1861 году в городе было открыто почтовое отделение, однако гражданская война и нашествия индейцев замедляли развитие города вплоть до середины 1870-х годов. В 1890-х годах было несколько попыток перенести административный центр из Гамильтона, однако они не увенчались успехом.
В 1908 году в город из Стивенвилла пришла железная дорога Stephenville, North and South Texas Railway, вскоре была проведена железная дорога St. Louis Southwestern of Texas. В 1911 году город получил устав и начал формировать органы местного управления. В 1954 году в городе произошло наводнение, принесшее миллионные убытки фермерам региона. Тем не менее, город смог восстановиться и по-прежнему является важным торговым центром, в котором работает ряд банков и более 100 предприятий, включая текстильные фабрики, сталелитейные и деревообрабатывающие предприятия, молокообрабатывающие заводы.

## География
Гамильтон находится в центральной части округа, его координаты: 31°42′13″ с. ш. 98°07′06″ з. д..
Согласно данным бюро переписи США, площадь города составляет около 7,9 км2, из которых 7,8 км2 занято сушей, а менее 0,2 км2 — водная поверхность.

### Климат
Согласно классификации климатов Кёппена, в Гамильтоне преобладает влажный субтропический климат (Cfa).
| Показатель                    | Янв.  | Фев.  | Март  | Апр. | Май  | Июнь | Июль | Авг. | Сен. | Окт. | Нояб. | Дек.  | Год   |
| ----------------------------- | ----- | ----- | ----- | ---- | ---- | ---- | ---- | ---- | ---- | ---- | ----- | ----- | ----- |
| Абсолютный максимум, °C       | 32,8  | 34,4  | 34,4  | 37,8 | 39,4 | 41,1 | 41,7 | 42,8 | 42,2 | 36,7 | 34,4  | 31,7  | 42,8  |
| Средний суточный максимум, °C | 13,3  | 15,2  | 20,3  | 25,1 | 28,1 | 31,9 | 34,7 | 34,8 | 30,8 | 25,8 | 19,8  | 15    | 24,6  |
| Средняя температура, °C       | 6,6   | 8,4   | 13,3  | 18,3 | 21,9 | 25,8 | 28,1 | 28   | 24,3 | 18,9 | 13    | 8     | 17,9  |
| Средний суточный минимум, °C  | −0,1  | 1,6   | 6,3   | 11,6 | 15,7 | 19,6 | 21,5 | 21,2 | 17,7 | 12   | 6,2   | 1,3   | 11,2  |
| Абсолютный минимум, °C        | −16,7 | −14,4 | −12,2 | −2,2 | 3,9  | 8,9  | 13,9 | 11,7 | 3,9  | −2,2 | −9,4  | −19,4 | −19,4 |
| Норма осадков, мм             | 45    | 47    | 58    | 79   | 100  | 77   | 43   | 53   | 69   | 77   | 50    | 40    | 736   |
| Источник: weatherbase.com     |       |       |       |      |      |      |      |      |      |      |       |       |       |

## Население
Согласно переписи населения 2010 года в городе проживало 3095 человек, было 1230 домохозяйств и 777 семей. Расовый состав города: 94,5 % — белые, 0,7 % — афроамериканцы, 0,7 % — 
коренные жители США, 0,5 % — азиаты, 0 % (1 человек) — жители Гавайев или Океании, 2,8 % — другие расы, 0,8 % — две и более расы. Число испаноязычных жителей любых рас составило 8,9 %.
Из 1230 домохозяйств, в 29,8 % живут дети младше 18 лет. 45,7 % домохозяйств представляли собой совместно проживающие супружеские пары (17 % с детьми младше 18 лет), в 13,3 % домохозяйств женщины проживали без мужей, в 4,1 % домохозяйств мужчины проживали без жён, 36,8 % домохозяйств не являлись семьями. В 32,1 % домохозяйств проживал только один человек, 17,6 % составляли одинокие пожилые люди (старше 65 лет). Средний размер домохозяйства составлял 2,38 человека. Средний размер семьи — 2,92 человека.
Население города по возрастному диапазону распределилось следующим образом: 24,5 % — жители младше 20 лет, 20,2 % находятся в возрасте от 20 до 39, 29 % — от 40 до 64, 26,4 % — 65 лет и старше. Средний возраст составляет 45,2 года.
Согласно данным опросов пяти лет с 2012 по 2016 годы, средний доход домохозяйства в Гамильтоне составляет 32 031 доллар США в год, средний доход семьи — 53 516 долларов. Доход на душу населения в городе составляет 24 238 
долларов. Около 20 % семей и 17,9 % населения находятся за чертой бедности. В том числе 9,1 % в возрасте до 18 лет и 12,7 % в возрасте 65 и старше.

## Местное управление
Управление городом осуществляется мэром и городским советом, состоящим из пяти человек, один из которых назначается заместителем мэра.

## Инфраструктура и транспорт
Основными автомагистралями, проходящими через Гамильтон, являются:
- автомагистраль 281 США идёт с севера от Стивенвилла, на юг к Лампасасу.
- автомагистраль 22 штата Техас начинается в Гамильтоне и идёт на северо-восток к Меридиану.
- автомагистраль 36 штата Техас идёт с северо-запада от Команче на юго-восток к Гейтсвиллу.

В городе располагается муниципальный аэропорт Гамильтона. Аэропорт располагает одной взлётно-посадочной полосой длиной 1523 метра. Ближайшими аэропортами, выполняющими коммерческие рейсы, являются региональный аэропорт в Уэйко и региональный аэропорт Киллин — Форт-Худ. 
Аэропорты находятся примерно в 100 километрах к северо и 105 километрах к югу от Гамильтона соответственно.

## Образование
Город обслуживается независимым школьным округом Гамильтон.

## Отдых и развлечения
В Гамильтоне функционирует исторический музей округа Гамильтон, располагающийся в здании суда округа.
Прозвище Гамильтона — «столица охоты на голубей». Ежегодно в конце года в городе проходит голубиный фестиваль.